# Jerry Grote
Jerry C. Grote (Montebello, 28 dicembre 1940) è un ex cestista statunitense, professionista nella ABL e nella NBA.

## Carriera
Venne selezionato dai St. Louis Hawks al quarto giro del Draft NBA 1962 (28ª scelta assoluta).